# あずさのアドベンチャー'80
『あずさのアドベンチャー'80』は、中島梓によるルポルタージュ集。1980年の風俗を賑わせた占い、TVゲーム、ダイエット、グルメなど、さまざまなテーマについて取材した成果をまとめた作品。『文藝春秋』1980年3月号から12月号に連載されたルポルタージュに、その翌年に著者自身が経験したスキャンダルの顛末などについて書き下ろした2編を加えて収録している。
1981年6月10日に文藝春秋より単行本（ISBN 4-16-336670-9）として刊行された。のち、1985年2月25日に文春文庫版（ISBN 4-16-737901-5）が刊行されている。

## 収録作品
1. あずさと淋しい占い師たち
初出：『文藝春秋』1980年3月号
2. あずさと侵略者始末記
初出：『文藝春秋』1980年5月号
3. あずさとダイエット地獄
初出：『文藝春秋』1980年11月号
4. あずさとグルメ地獄
初出：『文藝春秋』1980年12月号
5. あずさのバンド始末記
初出：『文藝春秋』1980年10月号
6. あずさと突撃レポーター
初出：『文藝春秋』1980年8月号
7. あずさと「作家養成所」
初出：『文藝春秋』1980年6月号
8. あずさと流行作家
初出：『文藝春秋』1980年4月号
9. あずさと「淋しいアメリカ人」
初出：『文藝春秋』1980年7月号
10. あずさと二人の作家の肖像
初出：『文藝春秋』1980年9月号
11. 体験的スキャンダル・ジャーナリズム論
書き下ろし
12. いったい現実を把握しているものはいるのだろうか
書き下ろし